# امیل یونسون
امیل یونسون (انگلیسی: Emil Jönsson؛ زادهٔ ۱۵ اوت ۱۹۸۵) اسکی‌باز صحرانوردی اهل سوئد است.